# Steve Churchyard
Steve Churchyard es un productor discográfico británico, reconocido por su trabajo con artistas como Juanes, Katy Perry, Alejandro Sanz, Shakira y Adele.

## Carrera
Churchyard comenzó su carrera en los estudios AIR de George Martin en Londres. Nominado a varios premios Grammy, ganó un Grammy Latino en 2008 por el álbum La vida es un ratico de Juanes, y repitió el galardón en 2010 por el disco Paraíso Express de Alejandro Sanz.
En 2011 recibió una nominación al Grammy por el álbum Teenage Dream de Katy Perry y de nuevo en 2012 por el álbum Love Is a Four Letter Word de Jason Mraz. Anteriormente había registrado numerosas nominaciones. Durante su carrera ha trabajado en grabaciones de artistas como INXS, Eagles, Billy Joel, Sex Pistols, Meat Loaf, Keith Urban, Shakira, George Michael, Scorpions, Avril Lavigne, Adele y Kelly Clarkson, entre muchos otros.